# Güneysınır
Güneysınır ist eine Stadtgemeinde (Belediye) im gleichnamigen Ilçe (Landkreis) der Provinz Konya in der türkischen Region Zentralanatolien und gleichzeitig ein Stadtbezirk der 1986 gebildeten Büyükşehir belediyesi Konya (Großstadtgemeinde/Metropolprovinz). Seit der Gebietsreform 2013 ist die Gemeinde flächen- und einwohnermäßig identisch mit dem Landkreis.
Der Ort liegt etwa 70 Kilometer südlich des Zentrums der  Provinzhauptstadt Konya und entstand aus der Zusammenlegung der Ortschaften Güneybağ und Karasınır. Durch diese Vereinigung wurde 1990 die Belediye Güneysınır gebildet, die gleichzeitig mit einigen Dörfern als Landkreis selbständig wurde.

## Geografie
Der Landkreis/Stadtbezirk liegt im Süden der Provinz. Er grenzt im Süden an Hadim, im Westen an Bozkır, im Norden an Çumra und im Osten an die Provinz Karaman. Die Stadt liegt an der Straße D-350, die Bozkır im Westen mit der Fernstraße D-715 von Konya nach Silifke im Osten verbindet. Im Osten des Kreises liegt der 1.413 Meter hohe Kocakosan Tepesi, im Westen der Tekkeörenler Tepesi mit 1.623 Metern und im Südosten der Sarıtaş Tepesi mit 1.435 Metern. Im Westen entspringt der Fluss Finaboğazı Deresi, er fließt nach Norden, wird beim Ort Aydoğmuş zum Aydoğmuş Sulama Göleti aufgestaut und mündet bald darauf in den Çarşamba Çayı. Im Süden folgt die Landkreisgrenze streckenweise in etwa dem Fluss Göksu, der dort die Wasserfälle Yerköprü Şelalesi bildet.

## Verwaltung
Zusammen mit sieben anderen Kreisen der Provinz wurde Güneysınır durch das Gesetz Nr. 3644 im Jahre 1990 selbständig. Neun Dörfer (Köy) und die namensgebende Belediye wurden aus dem Kreis Çumra ausgegliedert. Die Volkszählung 1990 brachte 13.283 Einwohner für den Kreis, davon 7.404 für die Kreisstadt.
(Bis) Ende 2012 bestand der Landkreis neben der Kreisstadt aus den beiden Stadtgemeinden Alanözü und Aydoğmuş sowie zwölf Dörfern (Köy). Die Dörfer wurden im Rahmen der Verwaltungsreform 2013/2014 in Mahalle (Stadtviertel/Ortsteile) überführt, ebenso die beiden oben erwähnten Belediye. Die vier existierenden Mahalle der Kreisstadt blieben erhalten. Durch Herabstufung zu Mahalle stieg deren Zahl auf 18. Ihnen steht ein Muhtar als oberster Beamter vor.
Ende 2020 lebten durchschnittlich 515 Menschen in jedem Mahalle, 1.935 Einw. im bevölkerungsreichsten (Karasınır Mah., dicht gefolgt von Güneybağ Mah. mit 1.933 Einw.).